# Hézecques
Hézecques település Franciaországban, Pas-de-Calais megyében. Lakosainak száma 127 fő (2022. január 1.). Hézecques Beaumetz-lès-Aire, Lisbourg, Lugy, Matringhem, Senlis és Verchin községekkel határos.

## Népesség
A település népességének változása:
| Lakosok száma | 115  | 120  | 122  | 124  | 126  | 128  | 130  | 127  |
|               | 2013 | 2015 | 2017 | 2018 | 2019 | 2020 | 2021 | 2022 |